# ススム・ヨコタ
ススム・ヨコタ（横田 進、よこた すすむ、1960年4月22日 - 2015年3月27日）は、日本のテクノミュージシャン、DJ。写真やアートデザインも手がけた。

## 概要
デビューは1992年。TENSHIN名義でドイツのレーベルからシングルをリリースした。翌1993年、当時のテクノの有名レーベルであったドイツのハートハウスから、ファーストアルバム『Frankfurt Tokyo Connection』をリリース。このアルバムが注目され、日本人として初めてラブパレードに出演した。
また盛り上がりを見せ始めた日本のテクノシーンにおいて、海外の有名レーベルからリリースしたアーティストとしてケン・イシイらと共に大きく注目されるようになる。フロッグマンレコーズやサブライムレコーズなど、日本のテクノレーベルが誕生するとともにリリースの中心を日本のレーベルに移していく。
1998年には、自身のレーベルであるSkintoneを設立する。英国でのリリースはLO RECORDINGSからの配給となる。これだけに留まらず、石野卓球の主催するレーベルkoplatiko（platicのサブレーベル）や日本のBEAT RECORD、英国のリーフ・レーベルからも作品を発表するなど、レーベルの枠を超えた活動をした。
自身のアルバムだけでなく日本国内のテレビゲームやテレビアニメへの楽曲の提供も行い、ハリウッド映画『バベル』でも楽曲が使用された。
1999年発表のアルバム『sakura』は『ブライアン・イーノの再来』など英メディアで絶賛を受ける。ビョークやレディオヘッドのトム・ヨーク、現代音楽家のフィリップ・グラスもヨコタのファンだった。だが、当時から体調を崩していたヨコタは海外からのオファーを断っていた。
デビュー当初は毎年アルバムを発表し、多い時は共作名義も含めて4枚も発表するなど多作家で知られた。その後は体調を崩したためかリリースが少なくなり、2012年の作品『Dreamer』を最後に発表が途絶えた。
2015年3月27日、長い病気療養の末、死去。享年54歳。

晩年はコンスタントに楽曲をリリースする一方、クラブ・シーンや音楽業界のしがらみを嫌い、音楽関係者との接点をあまり持たなかったという。

## アーティスト名義
デビュー後数年は複数の名義を使い分けていた。
キャリア中期からのリリースは、ススム・ヨコタ名義が中心であった。
- Susumu Yokota
- TENSHIN
- YOKOTA - ドイツのハートハウスから作品を発表する時の名義。2009年には1997年から12年ぶりにYOKOTA名義で同レーベルから新作を発表した。
- EBI - ドイツのスペース・テディ（ラブパレードの創始者Dr.Motteの運営していたレーベル）から作品を発表した時の名義。
- YIN&YANG
- MANTARAY - Ray Castleとのユニット
- SONIC SUFI - Ray Castle、Takehiro Tokudaとのユニット
- BAMBOO DATA - Thoms Bitとのユニット
- ANIMA MUNDI
- 246
- RINGO
- PRISM - サブライムから作品を発表していたときの初期の名義。途中からSusumu Yokota名義となった。
- STEVIA
- Susumu Yokota & Rothko - 英ポストロックバンドRothkoとのユニット
- SYMBOL

## ディスコグラフィー
併記の無い物はSusumu Yokota名義

### アルバム
- Frankfurt Tokyo Connection（1993年、YOKOTA）
- Zen（1994年、EBI）
- Acid Mt.Fuji（1994年）
- Sacramental（1994年、SONIC SUFI）
- Numinous Island（1994年、MANTARAY）
- Plantation（1995年、RINGO）
- Metronome Melody（1995年、PRISM）
- Ten（1995年、EBI）
- Anima Beat（1996年、ANIMA MUNDI）
- Cat,Mouse And Me（1996年、YOKOTA）
- Bamboo Data（1996年、BAMBOO DATA）
- Fruit Of The Room（1997年、STEVIA）
- Fallen Angel（1997年、PRISM）
- Greenpeace（1998年、STEVIA）
- Magic Thread（1998年）
- 1998（1998年）
- Image 1983-1998（1998年）
- 1999（1999年）
- Sakura（1999年）
- Mix（1999年）
- Zero（2000年）
- Leaf Compilation Mix By Susumu Yokota（2000年）
- J-phone. Tone Of Water, Colors Of J-Sky（2000年、BAMBOO DATA）
- Zero Remixies（2001年）
- Grinning Cat（2001年）
- Will（2001年）
- Sound Of Sky（2002年）
- The Boy And The Tree（2002年）
- Overhead（2003年）
- Laputan（2003年）
- Baroque（2004年）
- Symbol（2004年）
- Distant Sound Of Summer（2005年、Susumu Yokota & ROTHKO）
- Wonder Waltz（2006年）
- Lo Compilation Mix By Susumu Yokota（2006年）
- Triple Time Dance（2006年）
- Love Or Die（2007年）
- Skintone Collection（2007年）
- Mother（2009年）
- Psychic Dance（2009年、YOKOTA）
- Kaleidoscope（2010年）
- Dreamer（2012年）

### コンピレーション・リミックス参加
- RETROACTIVE（ヒカシュー、1996年）

『レトリックス&ロジックス Susumu Yokota Remix』
- SUBLIME THE INFANCY 9396（1998年）

『TAMBARIN』『H』『ZENMAI』『PLANET EGG (PRISM)』『SUMIRE (RINGO)』
- ブルージーンズ（エレキハチマキ、1998年）

『ブルージーンズ Susumu Yokota Remix』
- 魔法（サニーデイ・サービス、1998年）

『魔法 Susumu Yokota Remix』
- Pacific State（1999年）

『Soft Tone』(Prism)
- ブギーポップは笑わない boogiepop phantom オリジナルサウンドトラック（2000年）

『Gataway』
- Iron Fist -Rebirth of superrobots-（2000年）

『たたかえ!ガ・キーン（Cannot Escape Mix）』
- ここに居る理由（beret、2000年）

『ここに居る理由（Susumu Yokota Mix）』
- The Millennium of BEETHOVEN -CLASSIC★REMIX-（2000年）

『運命 Susumu Yokota Mix』
- INNER FILM（2001年）

『betty blue 〜betty et zorg（susumu yokota mix）』
- 改-KAI-（Dir en grey、2001年）

『理由 Susumu Yokota Remix』
- Tangent 2002 : Disco Nouveau（2002年）

『Re:Disco』
- beatmania IIDX REMIX for 10th Success Anniversary（2004年）

『SCORE 〜Mars on mix〜』
- 交響詩篇エウレカセブン ORIGINAL SOUNDTRACK 2（2006年）

『Chaotic Waltz』
- Fine The Best Of Frogman（2007年）

『Extension』『Left Arm』『Field Magic（YING&YANG）』
- Life Beyond Mars : Bowie Covered（2010年）

『Golden Years』
- Songs Of Twilight（2010年）

『Love Tendrilises』